# Histoire de la Suisse pendant la Première Guerre mondiale
Pour des articles plus généraux, voir Histoire de la Suisse au XXe siècle et Première Guerre mondiale.
 (février 2015).
L'histoire de la Suisse pendant la Première Guerre mondiale est un champ portant sur les événements de la Première Guerre mondiale (1914-1918) qui se sont déroulés au sein de la Confédération suisse, pays neutre mais ayant été fortement influencé par les événements qui se déroulaient sur ses frontières, tant dans sa politique intérieure que dans sa politique extérieure.

## Les mesures de guerre
Pour défendre sa neutralité, la Suisse prend des mesures exceptionnelles pour défendre sa souveraineté.

Formation de soldats sur l'utilisation de mitrailleuse, 1914-1918

En effet, les belligérants pourraient être tentés de passer par le territoire suisse et c'est ce que le gouvernement de la Confédération veut éviter. C'est pourquoi, dès le 1er août 1914, le Conseil fédéral déclare la mobilisation générale de l'armée : 218 000 hommes sont appelés à défendre les frontières du pays contre toute intrusion étrangère. Le 3 août, l'Assemblée fédérale accorde au Conseil fédéral les pleins pouvoirs étendus pendant la période de guerre et le général Ulrich Wille est nommé Général de l'Armée suisse, grade ultime accordé seulement en cas de guerre, et devient donc le commandant en chef suivant la loi qui veut qu'en temps de guerre, le pouvoir militaire soit confié à un seul homme. 

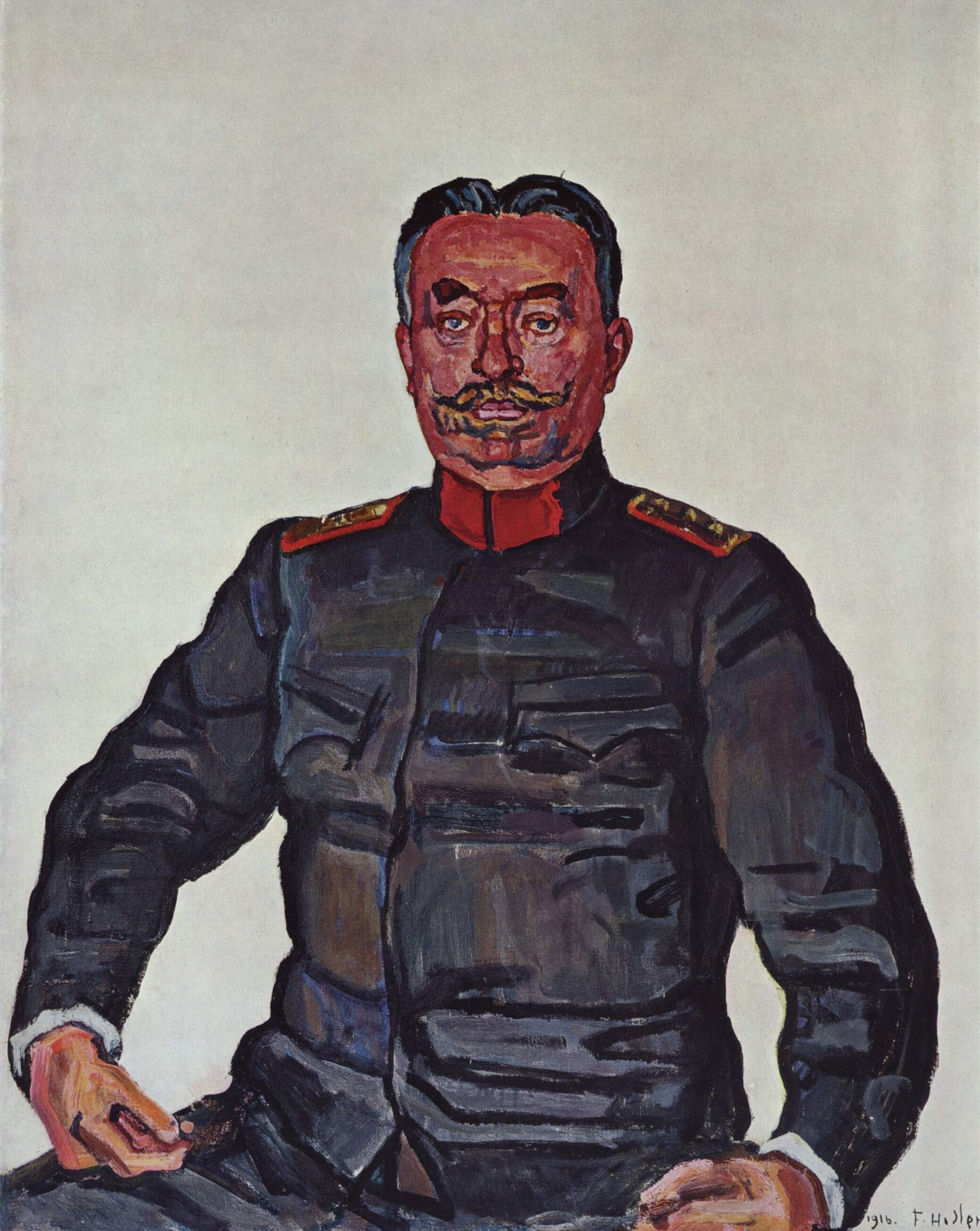
Portrait du général Wille par Ferdinand Hodler en 1916.

Cependant, dès le début, certaines maladresses et certains incidents accroissent le malaise entre Suisses alémaniques et Suisses romands même si la solidité de l'alliance confédérale n'est jamais sérieusement ébranlée. Ainsi, dès son arrivée, le général Wille ne fait pas l'unanimité car il est proche des milieux allemands par son mariage avec Clara Gräfin von Bismarck, la fille de Friedrich Wilhem von Bismarck et, très vite, l'opinion suisse romande lui reproche son « prussianisme (en) ». La composition du Conseil fédéral est elle aussi sujette à un certain malaise chez les Suisses francophones car, jusqu'en 1917, il ne comprend qu'un seul représentant de la Suisse romande.
Le 4 août 1914, le Conseil fédéral, dans une « déclaration de neutralité », avertit les gouvernements étrangers que la mobilisation de son armée vise uniquement à la sauvegarde de la neutralité du pays et à l'inviolabilité du territoire : le Conseil déclarera la guerre à tout belligérant qui violerait le territoire suisse.
La mission donnée à l'Armée suisse est donc d'occuper les frontières pour boucher le vide stratégique qu'elles constituent sur un front qui s'étend de la Manche à l'Adriatique. Pour cela, les fortifications sont renforcées autour du pays[pas clair], particulièrement dans le Jura qui apparaît comme une zone sensible entre les lignes françaises et allemandes.
Pendant la guerre, l'Armée suisse assure ainsi la garde du pays sachant que, quand les combats s'éloignent des frontières, certaines troupes sont mises en congé. En tout, jusqu'à la démobilisation qui commence à l'été 1918, chaque soldat passe 400  à   600 jours de service actif. Les pertes de salaire sont compensées par des indemnités et l'Assurance militaire suisse ainsi que par un appel au don national. Cependant, ce service n'est pas sans provoquer des mécontentements chez les soldats, notamment face à l'exercice prussien que le général Wille décide de développer pour préparer des hommes qu'il ne juge pas capables, au début de la guerre, d'aller au combat.  La multiplication des exercices abrutissants amène une profonde mauvaise humeur chez des hommes qui ne sont pas des militaires de carrière.
Pour se protéger des mécontentements, dès le 10 août 1914, le Conseil fédéral met en place un service de censure qui interdit toute critique contre le commandement sous peine de sanction. Ce service est d'ailleurs tout de suite au cœur de l'opposition entre Romands et Alémaniques car des sanctions disproportionnées sont prises contre des journaux de langue française critiquant l'État-major helvétique.
La Suisse prend donc des mesures exceptionnelles dès le début de la guerre pour se protéger, ce qui se traduit surtout par la garde des frontières. Dans ces décisions, elle affirme sa neutralité mais, déjà, on voit qu'un malaise existe entre romands et alémaniques et qu'il revient régulièrement à la surface pour mettre en évidence les problèmes de la Confédération suisse pour gérer cette neutralité.

## L'opposition Romands-Alémaniques pendant la guerre
Au début de la guerre, si la volonté de défendre la confédération contre toute agression extérieure n'est jamais remise en cause, les sympathies ne vont pas dans le même camp.
En effet, les Empires centraux jouissent d'un courant d'opinion favorable dans les cantons alémaniques. Pour exemple, l'Empereur Guillaume II a connu un accueil triomphal lors de sa visite d'état en septembre 1912. Dans les cantons frontaliers, la présence allemande beaucoup plus importante que celle des Français en Suisse romande (220 000 Allemands contre 68 000 Français pour une population totale de 3,5 millions d'habitants) illustre les liens étroits qui unissent l'Empire allemand à la partie alémanique de la Suisse. Ces liens sont aussi bien économiques et commerciaux que financiers, culturels et politiques. Pour preuve, de nombreux hommes politiques ont fait tout ou partie de leurs études dans les grandes universités allemandes. Cette influence ne correspond en rien à celle que peut exercer la France dans la partie francophone de la Confédération car les crises de la IIIe République ont nui à sa crédibilité.
Dans cette situation, certains Romands craignent une germanisation de la Suisse alémanique. De plus, très vite, la violation de la neutralité belge dresse l'opinion francophone contre l'Allemagne, provoque colère et amertume contre les autorités fédérales silencieuses face aux exactions allemandes en Belgique et au Luxembourg. Dès lors, se développe une unanimité des Romands dans le sentiment de solidarité avec la cause des victimes de l'impérialisme allemand. Une certaine « ententophilie » apparaît avec des drapeaux français et britanniques dans les vitrines des magasins, des Marseillaise qui éclatent spontanément sur les terrasses des cafés, la publication dans la Tribune de Genève de listes de personnes condamnant les débordements allemands.
À l'automne 1914, un fossé bien réel existe entre les 2 grandes familles linguistiques, entretenu par une presse qui tend volontiers à prendre parti pour un camp contre l'autre. Cela contribue à entretenir un climat de méfiance, les rumeurs sur la violence et la perversion des soldats ennemis venant interférer avec les informations ordinaires et concourir à la confusion et l'énervement des esprits.

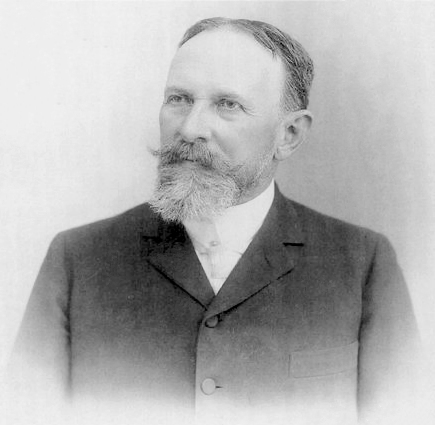
Carl Spitteler en 1905.

Le gouvernement comprend rapidement les risques d'une telle dispute et lance un appel à la modération le 1er octobre 1914, imité en cela par les intellectuels suisses qui proposent un rassemblement des énergies. Dans cette optique, le poète Carl Spitteler, futur prix Nobel de littérature en 1919, exhorte à une meilleure entente entre ses concitoyens le 14 décembre 1914.
Malgré cela, les maladresses du Conseil fédéral et du Haut commandement ne vont pas dans le sens d'un plus grand calme entre les différentes communautés. En effet, la caste militaire de l'État major est acquise à l'Allemagne et à l'Autriche : les officiers ne font lire à leurs unités que les communiqués victorieux des puissances centrales et, en 1916, Wille et son chef d'État major Théophil Sprecher von Bernegg couvrent deux officiers alémaniques, les colonels Egli et Watenwyll, convaincus de fournir des renseignements aux Empires centraux. Ils n'auront qu'une peine disciplinaire : mise en congé avec demi-solde. 
Les proches de la France et du Royaume-Uni ne sont pas en reste : à l'automne 1917, ils organisent le remplacement du général Wille au motif que celui-ci serait sénile. Cette cabale est un échec mais illustre les luttes d'influence aux sommets du commandement militaire. Au niveau politique, au même moment, c'est le conseiller fédéral Hoffmann qui doit démissionner pour avoir transmis des propositions de paix séparée de l'Allemagne à la Russie.
S'il s'appuie sur des faits bien réels, ce discours sur un fossé entre Alémaniques et Romands est accentué par la mauvaise foi et les illusions. Les Alémaniques n'ont pas approuvé sans réserve la violation de la neutralité belge et la cause allemande est loin de n'avoir que des partisans, certains secteurs de l'opinion publique alémanique se rabattant sur une notion stricte de la neutralité. En fait, l'image d'une Suisse alémanique germanophile est aussi alimentée par la rumeur car, en réalité, les mentalités évoluent au fil des événements : en 1916, l'Allemagne jouit d'un crédit nettement moins important qu'en 1914 et, de toute façon, l'admiration pour l'Allemagne a toujours été relativisée par le sentiment d'identité suisse. D'ailleurs, la Suisse romande semble avoir été beaucoup plus unie dans ses affinités d'« ententophilie. »
Le fossé entre les communautés, si réel qu'il soit, semble donc avoir été largement entretenu par les fantasmes et n'a jamais véritablement remis en cause la neutralité suisse et l'unité de la Confédération. Certains ont bien évoqué une possible entrée en guerre aux côtés d'un des belligérants mais ce n'étaient que des propositions individuelles auxquelles la population n'a jamais véritablement adhéré.

## Une neutralité au service de la paix
La Suisse, du fait de sa neutralité perpétuelle, n'est pas touchée par les destructions et va donc pouvoir développer sa vocation humanitaire.
En effet, c'est le Suisse Henri Dunant qui est à l'origine de l'organisation de la Croix-Rouge à Genève en 1863, dans le but de venir en aide aux blessés de guerre. Cette action humanitaire, la Confédération la poursuit pendant le conflit avec une série de mesures officielles d'aide aux victimes des combats. Dès août 1914, la Croix-Rouge crée l'« Agence internationale de secours et de renseignements en faveur des prisonniers de guerre » qui achemine des colis (2 millions distribués pendant la guerre) et aide les personnes sans nouvelles de leurs proches partis au front. Les familles suisses sont aussi mises à contribution puisqu'elles accueillent dès le début des hostilités des réfugiés fuyant la guerre.   

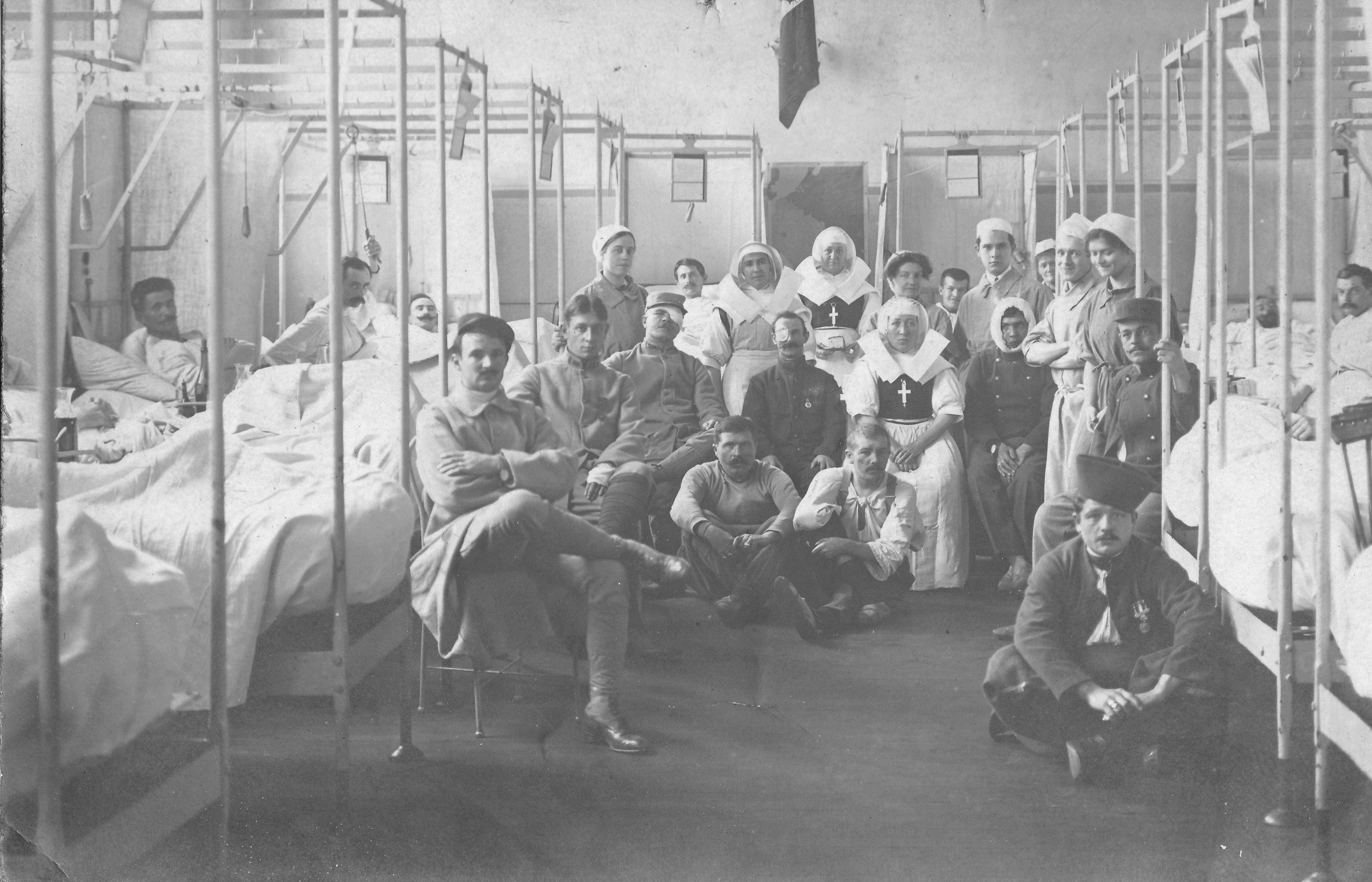
Blessés de guerre dans un hôpital militaire français (entre 1914 et 1918).

Avec la guerre, les frontières européennes sont fermées, ce qui pose le problèmes des « réfugiés civils », les personnes résidant hors de leur pays dans un pays en guerre avec le leur, donc retenus de force. Le 22 septembre 1914, le Conseil fédéral crée un bureau de rapatriement des internés civils qui a pour but d'aider à leur rapatriement dans leur pays d'origine quand il s'agit d'États voisins de la Suisse. Sont concernés par cette action les hommes qui n'ont pas encore 17 ans en septembre 1914 et ceux de plus de 60 ans ainsi que les femmes de tout âge. Le 9 mars 1915, tout est terminé, 10 845 Français, 7 650 Allemands et 1 980 Autrichiens ont été rapatriés. En février 1915, le gouvernement suisse permet aux femmes et aux enfants fuyant les combats de l'Est de la France, de passer par son territoire pour gagner le Sud. Au même moment, le Conseil fédéral et la Papauté négocient auprès des belligérants la possibilité pour la Croix-Rouge de rapatrier par la Suisse des convois de blessés. Ainsi, pendant toute la guerre, les convois de blessés des deux camps vont se succéder en Suisse pour permettre le rapatriement chez eux des soldats mutilés par les combats.
L'aide humanitaire suisse est donc à destination des deux camps : à partir de 1916, des médecins suisses ramènent de France et d'Allemagne les prisonniers les plus malades et les plus faibles pour les interner en Suisse dans de meilleures conditions, dans des hôtels reconvertis en hôpitaux plutôt que dans des camps surchargés où les conditions d'hygiènes sont exécrables. Le pays se mobilise donc pour se servir de son statut de neutralité pour multiplier les actions humanitaires : en 1916, le gouvernement organise le départ de convois de vivres, essentiellement de blé, et de vêtements à destination de la Serbie ruinée par la guerre.
Cette aide est aussi diplomatique puisque dans de nombreux pays, la Confédération est chargée des intérêts des pays en guerre et des ressortissants étrangers. Ainsi, elle est chargée des intérêts allemands en Italie et réciproquement, des intérêts italiens et français en Autriche, des intérêts allemands en France, aux États-Unis, au Royaume-Uni et au Japon, de la protection des Allemands de Nouvelle-Guinée, Nouvelle-Zélande, Samoa, Mozambique, Tunisie…
Le résultat de cette politique de neutralité mise au service de l'aide humanitaire, c'est que, lors du traité de Versailles, la Suisse obtiendra de la France que soit inscrite la neutralité perpétuelle de la Confédération en échange de l'abandon du droit qu'elle avait, depuis le traité de Paris de 1815, d'occuper le nord de la Savoie en cas de guerre entre ses voisins. Cette neutralité sort donc renforcée de la guerre.